# Europa Universalis
Az Europa Universalis egy történelemhű stratégiai játék, ami 2000. március 14-én jelent meg, Észak-Amerikában a Strategy Fist kiadásában. A játék az azonos nevű francia társasjátékon alapul, amit Philippe Thibault készített. A játékban 7 nagy európai nemzet irányítására nyílik lehetőség 1492 és 1792 között, ahol erőszakkal, diplomáciával vagy a gyarmatok által megszerzett vagyon segítségével lehet az ellenségek fölé kerekedni. A teljes játéktér nagyjából 1500 provinciára van felosztva, a valós idejű részek pedig bármikor megállíthatóak. A játék vezető programozója Johan Andersson volt.
A játékhoz Europa Universalis II (2001), Europa Universalis III (2007) és Europa Universalis IV (2013) címen három folytatás jelent meg, illetve az Europa Universalis: Rome című mellékág 2008 áprilisában.